# رفتار جنسی جانوران

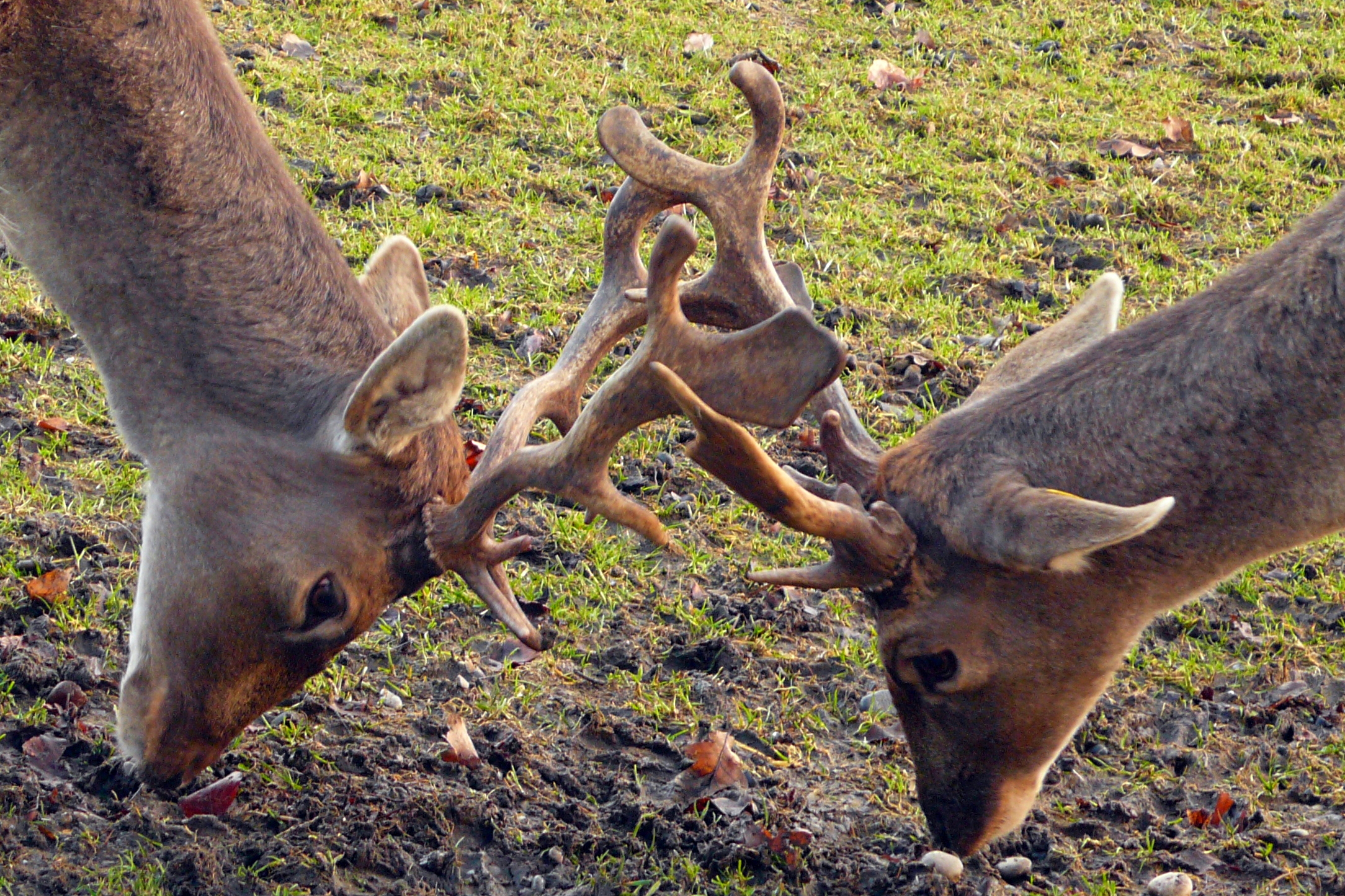
نبرد گوزن‌ها در حالی که برای ماده‌ها رقابت می‌کنند - یک رفتار جنسی رایج

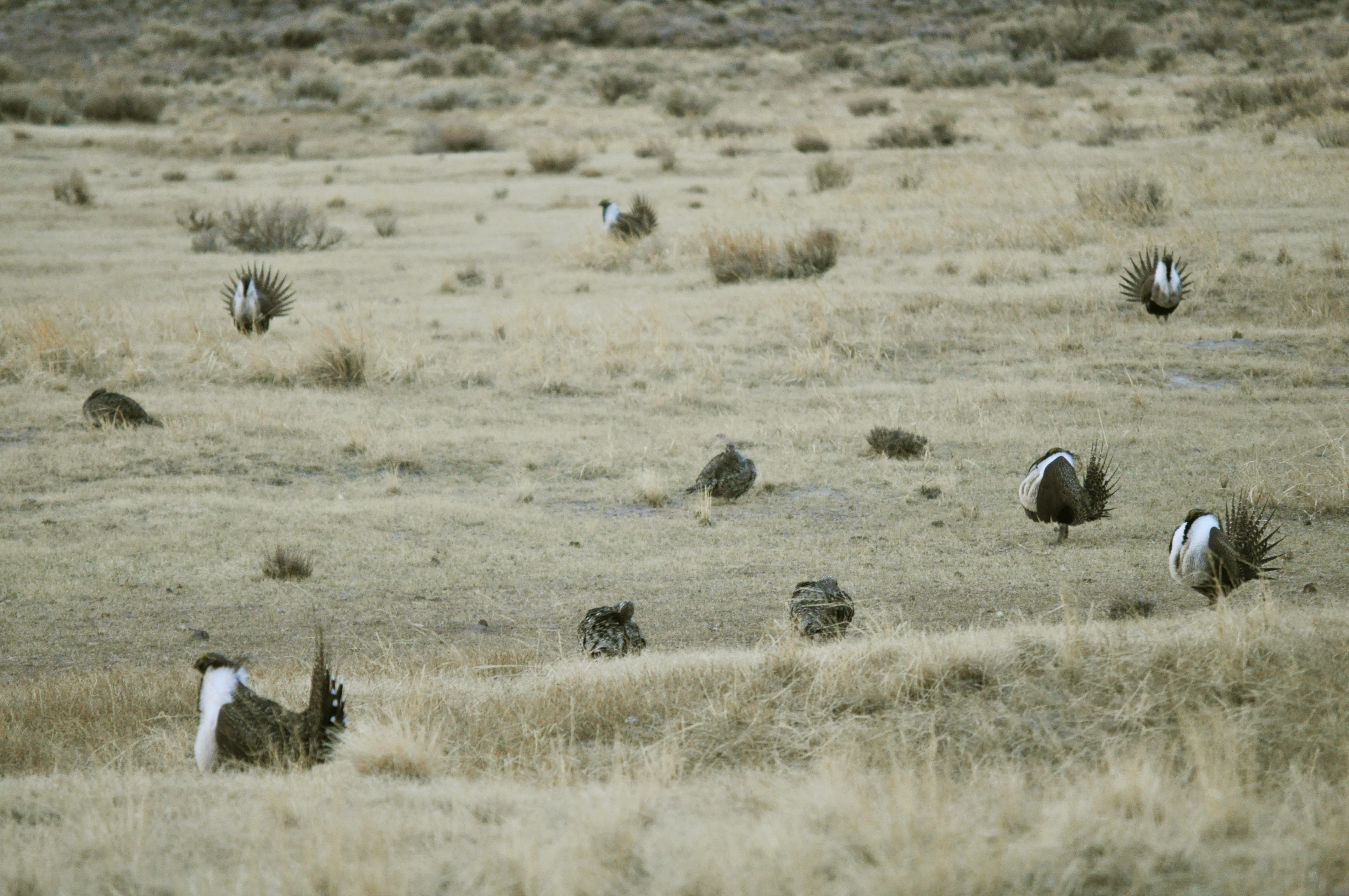
سیاه‌خروس دم‌سیخ بزرگ در یک لک، با چندین نر برای ماده‌هایی کمتر برجسته هستند.

رفتار جنسی جانور به شکل‌های مختلف از جمله در همان گونه است. سیستم‌های رایج جفت‌گیری یا با انگیزه باروری شامل تک‌همسری، چندزنی، چندشوهری و بی‌بندوباری است. دیگر رفتارهای جنسی ممکن است انگیزه باروری داشته باشند (مانند رابطه جنسی ظاهراً به دلیل اجبار یا اجباری و رفتار جنسی موقعیتی) یا با انگیزه غیرباروری (مانند تمایلات جنسی بین‌گونه‌ای، برانگیختگی جنسی از اشیاء یا مکان‌ها، رابطه جنسی با جانوران مرده، رفتار جنسی همجنس‌گرا و رفتار جنسی دوجنس‌گرایی).

## سیستم‌های جفت‌گیری
- تک‌همسری
- چندهمسری
  - چندزنی
  - چندشوهری
  - چندزن‌چندشوهری (بی‌بندوباری)

| چهار سیستم اصلی جفت‌گیری | چهار سیستم اصلی جفت‌گیری | چهار سیستم اصلی جفت‌گیری |
|                         | ماده مجرد               | چند ماده                |
| ----------------------- | ----------------------- | ----------------------- |
| نر مجرد                 | تک همسری                | چندزنی                  |
| چند نر                  | چندشوهری                | چندزن‌چندشوهری           |

## انگیزه
هورمون‌های عصبی مختلفی میل جنسی را در جانوران تحریک می‌کنند. به‌طور کلی، مطالعات نشان داده‌اند که دوپامین در انگیزه‌های جنسی، اکسی‌توسین و ملانوکورتین در جذب جنسی و نورآدرنالین در تحریک جنسی نقش دارند. وازوپرسین نیز در رفتار جنسی برخی از جانوران نقش دارد.

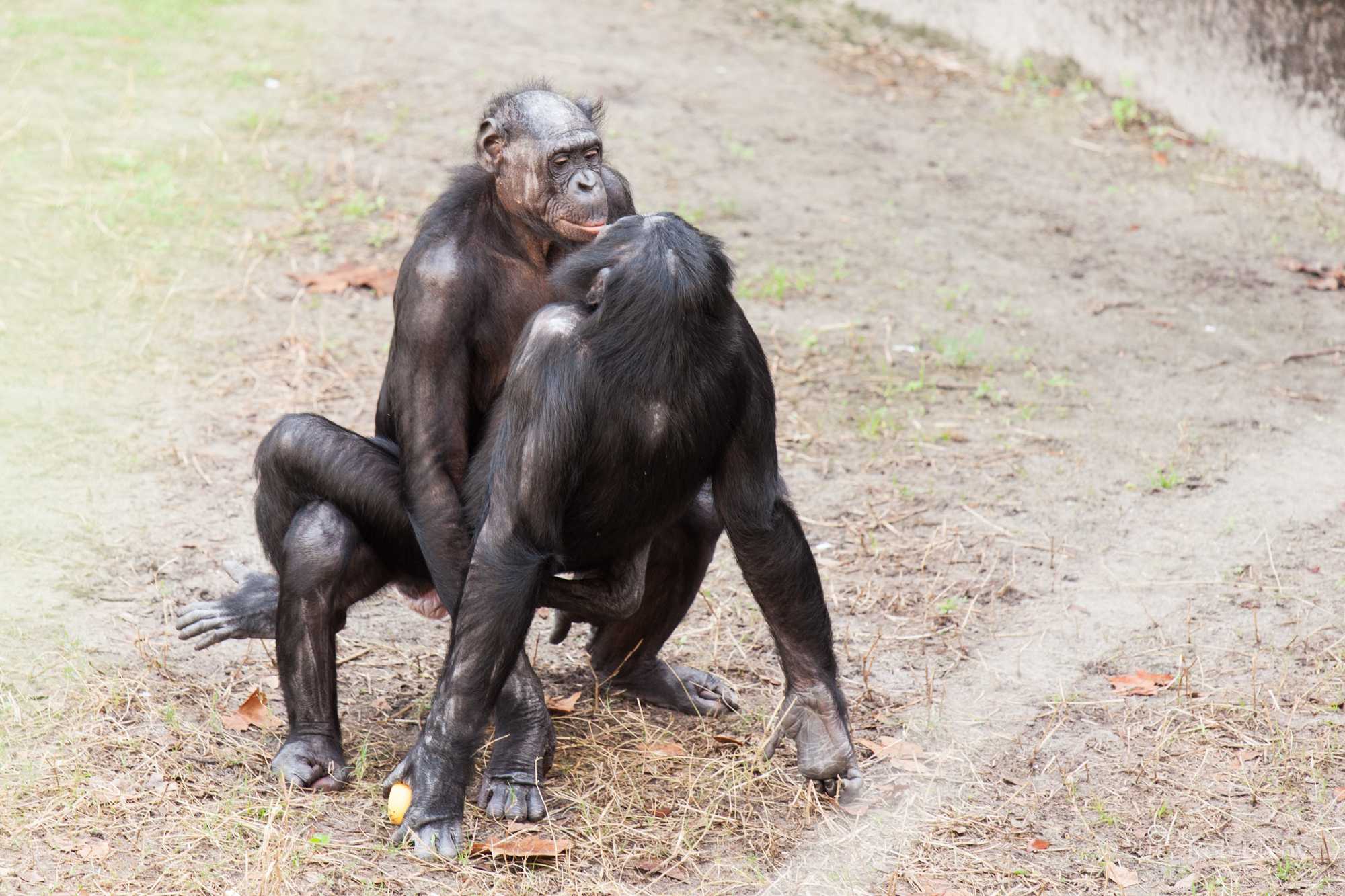
جفت‌گیری بونوبوها، باغ وحش و باغ‌های جکسونویل

- اکسی‌توسین
- دوپامین
- نورآدرنالین
- وازوپرسین
- کامیابی

## انواع رفتارهای جنسی

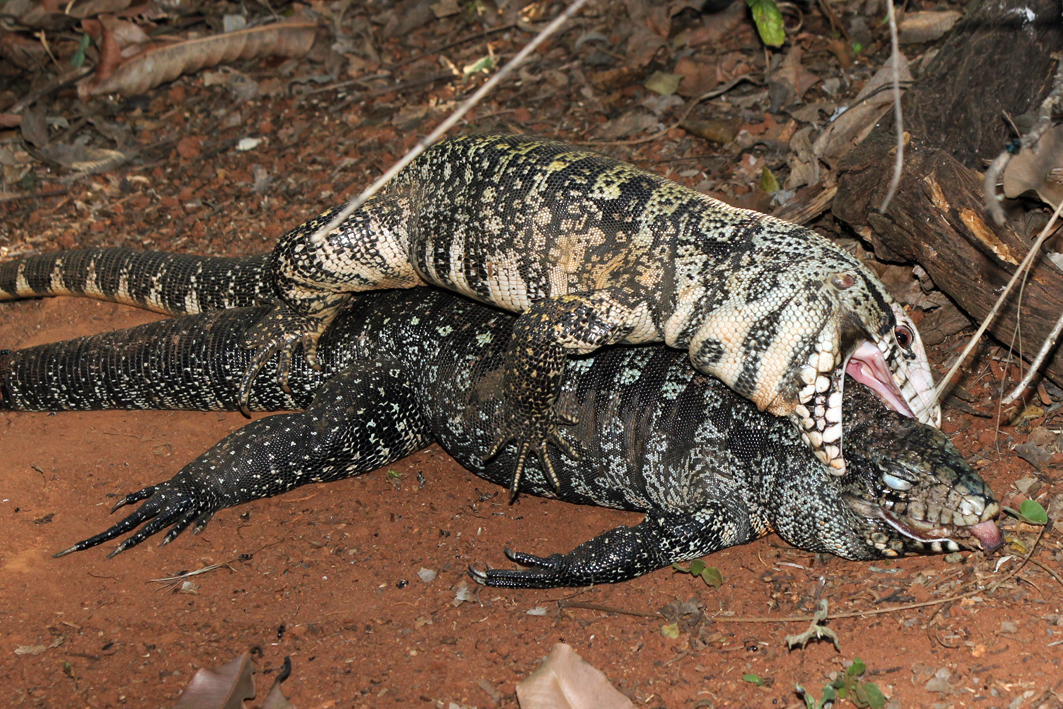
یک تگوی سیاه و سفید نر روی ماده‌ای که دو روز است مرده‌است سوار می‌شود و سعی می‌کند که با او جفت‌گیری کند.

- رفتار جنسی باروری
  - جفت‌گیری
  - بی‌غیرتی
  - نرمادگی (هرمافرودیتیسم)
  - همنوع‌خواری جنسی
  - اجبار جنسی
  - بکرزایی
  - تک‌جنسیتی
- خویش‌آمیزی
- دورگه‌زایی
- رفتار جنسی غیرباروری